# Iwan Krasnecki
Iwan Mychajłowycz Krasnecki, ukr. Іван Михайлович Краснецький, ros. Иван Михайлович Краснецкий, Iwan Michajłowicz Krasniecki (ur. 18 maja 1945 w Bratkowcach, zm. 23 kwietnia 2010 w Iwano-Frankiwsku) – ukraiński piłkarz, grający na pozycji bramkarza, trener piłkarski.

## Kariera piłkarska

### Kariera klubowa
W 1964 rozpoczął karierę trenerską w Spartaka Iwano-Frankiwsk. W latach 1966–1967 wykonywał służbę wojskową w SKA Lwów, potem powrócił do Spartaka Iwano-Frankiwsk w rozgrywkach Wtoroj Ligi Mistrzostw ZSRR. W 1972 przeszedł do klubu Frunzeneć Sumy, w którym zakończył karierę piłkarską.

## Kariera trenerska
Ukończył studia w Instytucie Pedagogicznym w Iwano-Frankiwsku, Instytucie Wychowania Fizycznego w Kijowie i w Wyższej Szkole Trenerskiej w Moskwie. Po zakończeniu kariery zawodniczej rozpoczął pracę szkoleniową. Najpierw, w 1987 pomagał trenować Prykarpattia Iwano-Frankiwsk. Potem prowadził kluby Zakarpattia Użhorod, Prykarpattia Iwano-Frankiwsk, Weres Równe, Krystał Czortków, FK Kałusz, SK Mikołajów i Czornohora Iwano-Frankiwsk. Oprócz tego trenował mniej znane kluby amatorskie (np. w 2004 główny trener Cementnyka Jamnica). W latach 1999–2006 pracował na stanowisku starszego trenera Internatu Piłkarskiego WPU-21 w Iwano-Frankiwsku. Również w latach 1976-2010 z przerwami trenował dzieci w SDJuSzOR ”Spartak-Prykarpattia”. W latach 1991–1993 uczestniczył w Radzie Trenerskiej Ukraińskiego Związku Piłki Nożnej. 23 kwietnia 2010 przedwcześnie zmarł w Iwano-Frankiwsku.

## Sukcesy i odznaczenia

### Sukcesy klubowe
- mistrz Drugiej ligi ZSRR: 1972

### Odznaczenia
- Zasłużony Pracownik Kultury Fizycznej i Sportu